# Pasha Holding
Pasha Holding ist eine aserbaidschanische Holding Der Umsatz im Jahr 2023 belief sich auf 1,3 Milliarden Euro. Sie hat mehr als 20.000 Mitarbeiter und eine Bilanzsumme von 11 Milliarden Euro.

## Gruppen-Struktur
Zu den Hauptbeteiligungen gehören die Kapital Bank (81,08 %) und die in der Türkei börsennotierte Pasha Bank (71,7498 %).
Zu den weiteren Tochtergesellschaften gehören Pasha Insurance, Pasha Life, Pasha Construction und viele andere. Das Unternehmen ist in Aserbaidschan, der Türkei, Montenegro, Usbekistan und Georgien tätig. Die Pasha Holding besitzt einen Anteil von 50 % am Mandarin Oriental Bodrum Hotel.

### Pasha Construction
Pasha Construction ist als Immobilieninvestor und -entwickler unter anderem in der Weißen Stadt Baku tätig. Ein Beispiel hierfür ist die Knightsbridge Residence, welche von Chapman Taylor entworfen und von Pasha Construction umgesetzt wurde.

## Geschichte
Pasha Holding wurde von Arif Pashayev gegründet. Arif Pashayevs Neffe Mir Jamal Pashayev ist seit Ende 2019 stellvertretender Vorsitzender des Verwaltungsrats der Pasha Holding LLC. Außerdem ist er der Vorsitzende des Aufsichtsrats der Pasha Bank Azerbaijan OJSC und der Pasha Investements LLC. Mehriban Aliyeva ist die Tochter des Gründers der Pasha Holding und die First Lady von Aserbaidschan. Nachrichtenquellen zufolge ist sie nicht an dem Geschäft beteiligt.
Im Oktober 2016 wurde Jalal Gasimov, jetzt CEO von Pasha Holding, zum ersten stellvertretenden Direktor von Pasha Holding ernannt.
Im Juni 2024 kündigte die Pasha Holding einen möglichen Börsengang im Jahr 2025 an der aserbaidschanischen Börse an, mit einer möglichen Doppelnotierung in Dubai oder der Türkei.

## Kritik
Das Unternehmen ist in Aserbaidschan in Korruption verwickelt. Für den Bau des Four Seasons Hotel in Baku wurde ein Teil der Festungsmauer von Baku abgerissen.

## Soziales Engagement
Pasha Holding ist seit mehr als 10 Jahren Partner des internationalen Jazzfestivals von Baku. Gemeinsam mit der aserbaidschanischen Agentur für Innovation und digitale Entwicklung investierte Pasha Holding in Caucasus Ventures. Zudem organisiert Pasha Holding den InMerge Innovation Summit.